# 이쓰카이치역
부기 역명인 일본 도쿄도에 있는 JR동일본 이쓰카이치선에 철도역에 대해서는 무사시이쓰카이치역 문서를 참고 히로시마 전철에 철도역에 대해서는 히로덴이쓰카이치역 문서를 참고 하십시오.
이쓰카이치역(일본어: 五日市駅 이츠카이치에키[*])은 일본 히로시마현 히로시마시 사에키구에 있는 서일본 여객철도 산요 본선의 역이다. 단선 승강장 · 섬식 승강장을 합친 복합 구조의 철도 역사이자 교상역이다.

## 타는 곳
| 플랫폼 | 노선        | 방향   | 행선지                       | 비고             |
| ------ | ----------- | ------ | ---------------------------- | ---------------- |
| 1      | ■ 산요 본선 | 상행선 | 미하라 · 히로시마 방면       |                  |
| 2      | ■ 산요 본선 | 상행선 | 미하라 · 히로시마 방면       | 주로 이 역 시발  |
| 2      | ■ 산요 본선 | 하행선 | 미야지마구치 · 이와쿠니 방면 | 이 일부의 열차만 |
| 3      | ■ 산요 본선 | 하행선 | 미야지마구치 · 이와쿠니 방면 |                  |

## 이용 현황
| 연도     | 하루 평균 승차 인원 | 연도     | 하루 평균 승차 인원 | 연도     | 하루 평균 승차 인원 |
| 1984년도 | 7,762               | 1993년도 | 12,905              | 2002년도 | 11,902              |
| 1985년도 | 7,464               | 1994년도 | 13,152              | 2003년도 | 12,075              |
| 1986년도 | 7,699               | 1995년도 | 13,126              | 2004년도 | 12,171              |
| 1987년도 | 9,622               | 1996년도 | 13,163              | 2005년도 | 12,376              |
| 1988년도 | 10,922              | 1997년도 | 12,612              | 2006년도 | 12,477              |
| 1989년도 | 10,356              | 1998년도 | 12,292              | 2007년도 | 12,730              |
| 1990년도 | 11,173              | 1999년도 | 12,206              | 2008년도 | 12,806              |
| 1991년도 | 11,987              | 2000년도 | 12,117              | 2009년도 | 12,818              |
| 1992년도 | 12,426              | 2001년도 | 11,902              | 2010년도 | 12,731              |
| -------- | ------------------- | -------- | ------------------- | -------- | ------------------- |

## 역 주변
- 히로덴 이쓰카이치 역
- 스파크 이쓰카이치에키마에 점

## 인접 정차역
| 서일본 여객철도 산요 본선 | 서일본 여객철도 산요 본선 | 서일본 여객철도 산요 본선 |
| ------------------------- | ------------------------- | ------------------------- |
| 신이노구치 고베 방면      | ■ 쾌속 '통근 라이너'      | 미야우치쿠시도 모지 방면  |
| 신이노구치 고베 방면      | ■ 보통                    | 하쓰카이치 모지 방면      |